# Политический кризис в России (1992—1993)
Политический кризис в Российской Федерации 1992—1993 годов — противостояние между двумя политическими силами: с одной стороны — президент Российской Федерации Б. Н. Ельцин, правительство во главе с председателем В. С. Черномырдиным, мэр Москвы Ю. М. Лужков и ряд региональных руководителей, часть народных депутатов — сторонники Ельцина; с другой стороны — руководство Верховного Совета и большая часть народных депутатов во главе с Р. И. Хасбулатовым, а также вице-президент России А. В. Руцкой и некоторые другие представители законодательной власти. Кульминацией конституционного кризиса стали кровопролитные вооружённые столкновения 3—4 октября 1993 года в центре Москвы и возле телецентра «Останкино» и последующий штурм войсками, верными Ельцину, Дома Советов России, что, в совокупности, привело к многочисленным жертвам, в том числе и среди мирного населения.

## Предпосылки противостояния

Структура органов власти в РСФСР после августа 1991

Противостояние возникло в результате различий в представлениях сторон конфликта о реформировании конституционного устройства и путях социально-экономического развития России. Президент выступал за скорейшее принятие новой Конституции, усиление президентской власти и либеральные экономические реформы, Верховный Совет и Съезд — за сохранение всей полноты власти у Съезда народных депутатов (до принятия Конституции) и против излишней поспешности, необдуманности и злоупотреблений при проведении радикальных экономических реформ. Сторонники Верховного Совета опирались на действовавшую Конституцию, согласно ст. 104 которой, высшим органом государственной власти являлся Съезд народных депутатов. По мнению же президента Ельцина, в том, что президент клялся соблюдать Конституцию, но при этом его права были Конституцией ограничены, заключалась «двусмысленность» Конституции:
Какая сила затянула нас в эту чёрную полосу?
Прежде всего — конституционная двусмысленность. Клятва на Конституции, конституционный долг президента. И при этом его полная ограниченность в правах.- Борис Ельцин 
В августе 1993 года Верховный Совет разработал проект закона о поправках в Конституцию, который предусматривал исключение пунктов о полновластии Съезда и парламента (часть 2 статьи 104 и пункт 26 статьи 109).

## Хронология политического кризиса

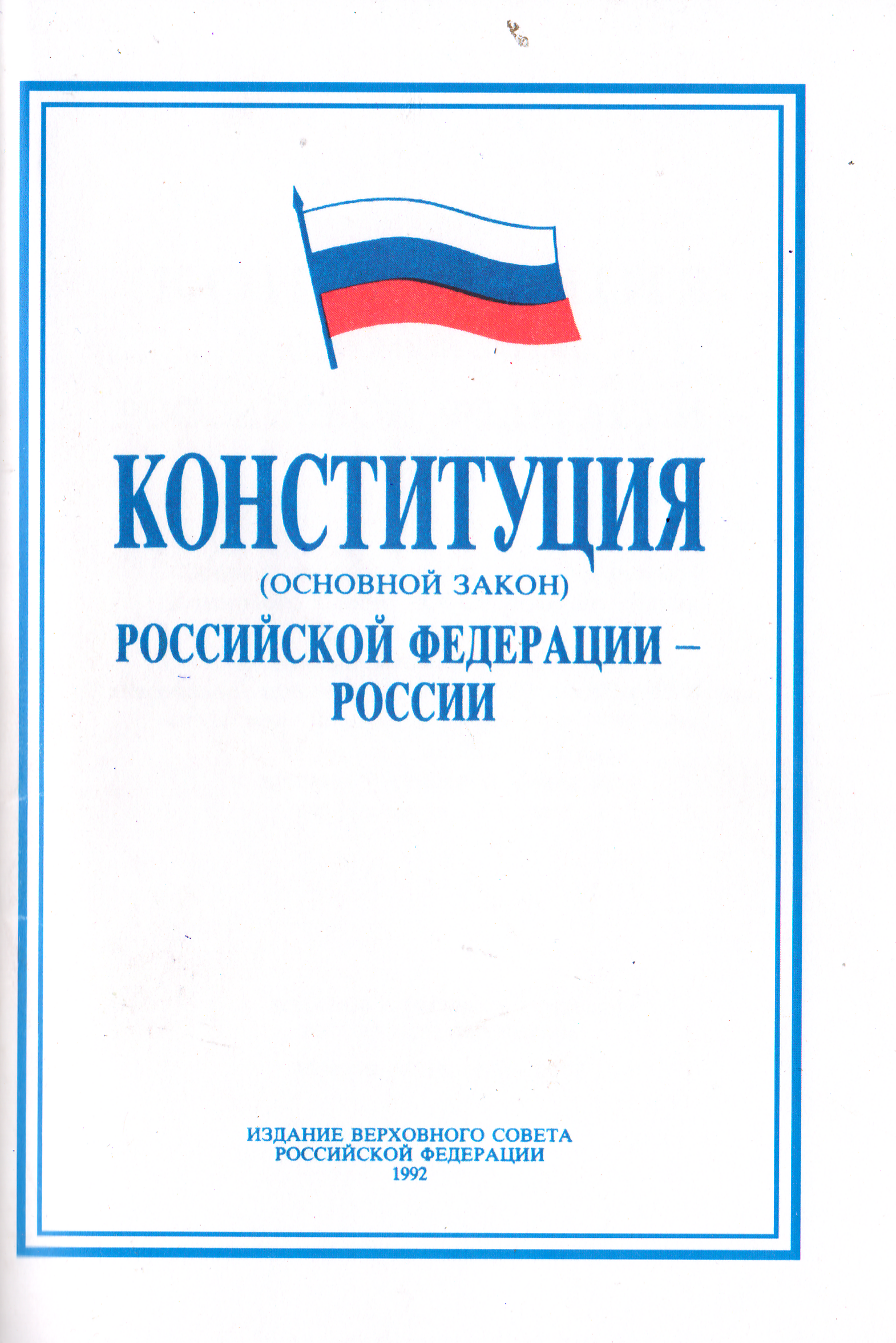
Обложка Конституции России 1992 года издания Верховного Совета РФ

1 ноября 1991 года V Съезд народных депутатов РСФСР предоставил Борису Ельцину чрезвычайные полномочия с прямым президентским правлением на один год и один месяц (до 1 декабря 1992 года) для реформирования экономики. В течение данного периода запрещалось проведение выборов представительных и исполнительных государственных органов всех уровней, Ельцин получал право возглавлять Правительство РСФСР, издавать указы, имеющие силу законов в области экономической политики, назначать глав субъектов федерации до проведения выборов и решать самостоятельно вопросы реорганизации исполнительной власти. После получения данных полномочий, правительство Ельцина-Гайдара начало радикальные экономические реформы.
14 августа 1992 года Ельцин своим указом ввел в действие ваучерную приватизацию в Российской Федерации с использованием анонимных приватизационных чеков, тем самым отменив принятый ранее Верховным Советом закон об именных приватизационных счетах. Чтобы президентский указ не успели оспорить, был выбран момент когда Верховный Совет находился в отпуске и большинство депутатов разъехалось из Москвы. Такие действия Правительства тогда серьёзно усугубили отношения между исполнительной и законодательной ветвями власти.
17 сентября 1992 года представители парламентского блока «Российское единство» заявили на пресс-конференции, что правая и левая оппозиция объединяется в борьбе за свержение президента Ельцина и правительства России.
К декабрю 1992 года социально-экономическая ситуация в России находится в тяжелом положении: в результате гиперинфляции за год цены выросли в 26 раз, покупательная способность вкладов населения в Сбербанке уменьшилась на 94 %.

### Отставка правительства Гайдара, выступление Ельцина и назначение Черномырдина председателем правительства
1 декабря 1992 года в Москве открылся седьмой Съезд народных депутатов, на протяжении всей работы которого депутаты и руководство Верховного Совета подвергали критике правительство Е. Т. Гайдара.
9 декабря Съезд не утвердил представленную Б. Н. Ельциным кандидатуру Гайдара на пост председателя правительства. На следующий день президент Ельцин, выступая на Съезде, подверг резкой критике работу депутатов, предложил к обсуждению идею всероссийского референдума по вопросу о доверии и попытался сорвать заседание, уведя с него своих сторонников из числа депутатов.
11 декабря по инициативе председателя Конституционного суда В. Д. Зорькина прошли переговоры президента Ельцина и председателя Верховного Совета Хасбулатова. В результате компромисса Съезд замораживает часть только что принятых поправок к Конституции, ограничивающих полномочия президента, и соглашается назначить на весну 1993 года референдум по основным положениям новой Конституции.
12 декабря Съезд принял Постановление № 4079-I «О стабилизации конституционного строя Российской Федерации». Согласно принятому документу, 14 декабря Съезд на основе «мягкого» рейтингового голосования должен был отобрать три кандидатуры на должность председателя правительства, одну из которых президент представил бы Съезду для утверждения, а на 11 апреля 1993 года назначался референдум по основным положениям Конституции, проект которых разрабатывался Съездом и согласовывался с президентом и Конституционным судом.
14 декабря было проведено многоступенчатое голосование, по итогам которого председателем правительства был утверждён В. С. Черномырдин.
Параллельно с этими событиями Конституционная комиссия Съезда народных депутатов РФ, возглавляемая Олегом Румянцевым, с августа 1990 года по весну 93-го разрабатывала проект новой Конституции с уклоном в парламентскую республику. В состав данной комиссии входило 102 человека, в том числе Р. Хасбулатов, С. Шахрай, М. Митюков, О. Тиунов, В. Зорькин и др. Председателем комиссии являлся Борис Ельцин, однако он на её заседаниях не появлялся.

### Попытка отрешения президента от должности, апрельский референдум и Конституционное совещание

Состав VIII Съезда народных депутатов РФ 12 марта 1993 г. (в скобках указано количество депутатов, входивших во фракцию):
Блок «Российское единство»
Аграрный союз России (130)
Коммунисты России (67)
Россия (43)
Отчизна (51)
Блок «Созидательные силы»
Промышленный союз (52)
Рабочий союз России — реформы без шока (53)
Смена — новая политика (53)
Блок «Демократический центр»
Суверенитет и равенство (50)
Свободная Россия (55)
Левый центр — Сотрудничество (62)
Блок «Коалиция реформ»
Демократическая Россия (49)
Радикальные демократы (50)
Вне блоков
Родина (57)
Согласие ради прогресса (54)

12 марта 1993 года в Москве открылся VIII Съезд народных депутатов. В тот же день было принято Постановление № 4626-1 «О мерах по осуществлению конституционной реформы в Российской Федерации (О Постановлении Седьмого Съезда народных депутатов Российской Федерации „О стабилизации конституционного строя Российской Федерации“)», которое фактически отменяло постановление VII Съезда «О стабилизации конституционного строя Российской Федерации». На Съезде народных депутатов Российской Федерации и в Верховном Совете сложилось твёрдое антиельцинское и антиреформаторское большинство, в которое входили:
- Блок «Российское единство» («Аграрный союз России», «Коммунисты России», бабуринская «Россия» и фракция «Отчизна», состоявшая из радикальных коммунистов и отставных военных)[21][22],
- Блок «Созидательные силы» (фракции «Промышленный союз», «Рабочий союз России — реформы без шока», «Смена — новая политика»)[22],
- Центристский блок «Демократический центр» (занимал «конструктивную оппозицию», однако часть депутатов из фракций «Свободная Россия» и «Левый центр — Сотрудничество» поддержали президента в сентябре 1993 г., в том числе М. Митюков, Н. Рябов, Д. Волкогонов, С. Шахрай, С. Степашин, Б. Немцов и др.)[22],
- Внеблоковая фракция «Родина»[22].

На реформаторских и проельцинских позициях оставались только парламентский блок «Коалиция реформ» (фракции «Демократическая Россия» и «Радикальные демократы») и внеблоковая фракция «Согласие ради прогресса», которая в основном поддерживала политику Ельцина, однако выступала против роспуска Съезда народных депутатов.
20 марта Ельцин выступил с телевизионным обращением к народу, в котором объявил о приостановке действия Конституции и введении «особого порядка управления страной», однако, как выяснилось лишь через несколько дней, реально подписан был указ иного содержания.
22 марта, по воспоминаниям бывшего начальника службы безопасности президента Российской Федерации А. В. Коржакова, президент вызвал руководителя главного управления охраны, коменданта Кремля М. И. Барсукова и предложил ему разработать план действий на случай, если съезд примет решение об отрешении. По словам Коржакова, план Барсукова президенту понравился, и он его немедленно утвердил. Согласно плану в случае импичмента предполагалось по громкой связи зачитать депутатам Указ о роспуске съезда и отключить свет, воду, тепло, канализацию, а в случае сопротивления использовать канистры с раздражающим веществом для выкуривания депутатов из зала заседаний.

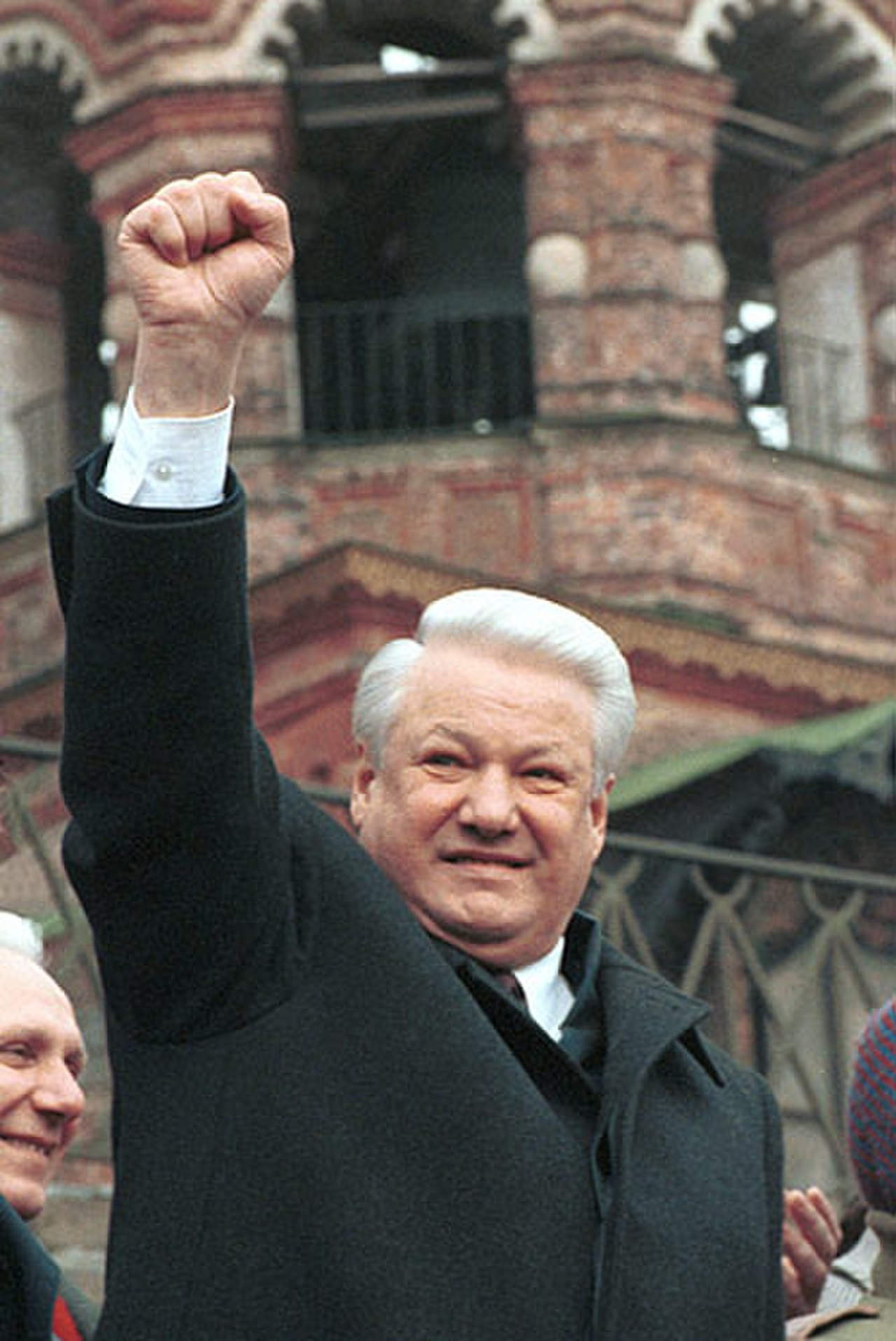
Борис Ельцин выступает на митинге на Васильевском спуске в Москве 28 марта 1993 г.

23 марта Конституционный Суд Российской Федерации, ещё не имея подписанного президентского указа, признал действия президента, связанные с телеобращением, неконституционными, и усмотрел наличие оснований для его отрешения от должности.
28 марта IX (чрезвычайный) Съезд народных депутатов провёл голосование по вопросу об отрешении Ельцина от должности президента. В это же время на Васильевском спуске проходил митинг в поддержку президента, где Борис Ельцин заявил: «Не им, этим шестистам, решать судьбу России. Я не подчинюсь, я подчинюсь воле народа». На митинге сторонники президента носили на палке чучело Руслана Хасбулатова, призывали арестовать председателя Конституционного суда Валерия Зорькина и избили народного депутата Александра Голишникова из фракции «Свободная Россия», который возвращался в гостиницу после съезда. Попытка импичмента провалилась, так как к этому моменту появился текст указа, не содержавший грубых нарушений Конституции. За отрешение президента от должности проголосовало 617 депутатов при необходимых 689 (то есть 2/3 из 1033 зарегистрированных депутатов), против — 268. На следующий день после провала попытки импичмента, Съезд назначил на 25 апреля всероссийский референдум.
21 апреля Конституционный Суд принял постановление по вопросу о порядке подсчёта голосов на референдуме.
25 апреля состоялся референдум, запомнившийся многим россиянам по рекламному слогану «да—да—нет—да». Он включал 4 вопроса:
- Доверяете ли Вы президенту Российской Федерации Б. Н. Ельцину? (58,7 % за)
- Одобряете ли Вы социально-экономическую политику, осуществляемую президентом Российской Федерации и правительством Российской Федерации с 1992 года? (53,0 % за)
- Считаете ли Вы необходимым проведение досрочных выборов президента Российской Федерации? (49,5 % за)
- Считаете ли Вы необходимым проведение досрочных выборов народных депутатов Российской Федерации? (67,2 % за)

В референдуме приняли участие 64,05 % избирателей.

5 мая Центральная комиссия всероссийского референдума признала его состоявшимся. Официальные итоги референдума были таковы: по первому и второму вопросам решения приняты, так как за них проголосовало более половины граждан, принявших участие в референдуме. По третьему и четвёртому вопросам решения не приняты, так как за них проголосовало менее половины граждан, имеющих право участвовать в референдуме (согласно заключению Конституционного суда, для принятия решения по двум последним вопросам необходимо было набрать большинство голосов от общего числа избирателей).

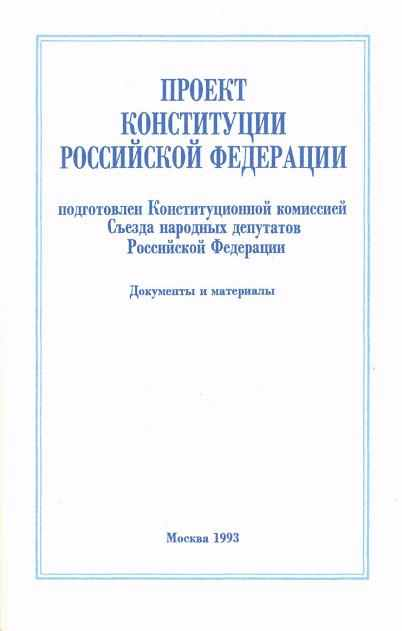
Обложка проекта Конституции РФ, подготовленного Конституционной комиссией Съезда народных депутатов РФ, 16 июля 1993 года

30 апреля в газете «Известия» был опубликован президентский проект новой Конституции Российской Федерации (существенно отличавшийся от версии, которая будет принята в декабре 1993 года), разработанный за месяц под руководством Сергея Алексеева и Сергея Шахрая. Для того, чтобы выбрать наиболее приемлемый проект Конституции было решено созвать Конституционное совещание.
1 мая в Москве состоялась демонстрация противников президента, переросшая в столкновения с милицией. В связи с этими событиями Верховный Совет предложил президенту России освободить от должности министра внутренних дел В. Ф. Ерина, однако Ельцин отказался сделать это.
22 мая президент Ельцин объявил о созыве Конституционного совещания. 5 июня Конституционное совещание начало работу. В тот же день на заседании совещания сторонники президента сорвали выступление председателя Верховного Совета Руслана Хасбулатова. По этой причине он покинул Конституционное совещание вместе с частью делегатов. Также покинул заседание председатель Конституционного Суда Валерий Зорькин.
12 июня Конституционное совещание одобрило «президентский» проект Конституции. К этому моменту существовало два основных варианта Конституции: «президентский», одобренный Конституционным совещанием, и «депутатский», разработанный Конституционной комиссией Румянцева. Однако после того как «президентский» проект Конституции изучили главы регионов и эксперты стало ясно, что Съезд народных депутатов её не примет, а референдум о принятии нового Основного Закона мог объявить только Съезд.
12 августа на совещании представителей государственных телерадиокомпаний и печати Борис Ельцин обвинил Верховный Совет в том, что он разрушает финансовую систему России, принимая гипердефицитный бюджет, и заявил, что он «ни при каких условиях» его не подпишет. Помимо этого, в своем выступлении он сказал: «По всему видно, что настоящая политическая схватка наступит в сентябре. Август — время для артподготовки, в том числе и для средств массовой информации». Также Ельцин заявил, что выходом из противостояния должны быть выборы в новый парламент, которые необходимо провести уже осенью и отметил, что если парламент не примет такое решение, то «за него примет решение Президент».
31 августа президент РФ Борис Ельцин и министр обороны Павел Грачев проинспектировали Кантемировскую и Таманскую дивизии, а также 119-й гвардейский парашютно-десантный полк.

### События сентября — октября 1993 года в Москве
1 сентября Борис Ельцин указом № 1328 временно отстранил от исполнения обязанностей вице-президента Александра Руцкого, который перед этим неоднократно выступал с жёсткой критикой президента и правительства «в связи с проводимым расследованием, а также в связи с отсутствием поручений вице-президенту». Действовавшая Конституция и законодательство нормы о возможности отстранения вице-президента президентом не содержали. Обвинения Руцкого в коррупции позднее не подтвердились (компрометирующие документы оказались поддельными).
3 сентября Верховный Совет принял решение направить в Конституционный суд ходатайство с просьбой проверить соответствие Конституции положений указа президента Ельцина в части, касающейся временного отстранения вице-президента Руцкого от исполнения обязанностей.
По мнению парламентариев, издав этот указ, Ельцин вторгся в сферу полномочий судебных органов государственной власти. До разрешения дела в Конституционном суде действие указа было приостановлено.
16 сентября президент Ельцин вместе с министром внутренних дел Виктором Ериным и командующим внутренними войсками МВД России Анатолием Куликовым проинспектировали дивизию особого назначения внутренних войск МВД имени Дзержинского. Во время визита Ельцин объявил о назначении Егора Гайдара первым вице-премьером.
18 сентября в Георгиевском зале Кремля открылось первое заседание Совета Федерации. На совещании встал вопрос о том, что конституировать Совет Федерации можно только при условии, что Верховный Совет примет закон о Совете Федерации. Участники совещания сошлись на том, что для преодоления кризиса власти нужны досрочные выборы. Впервые президент согласился также на досрочные выборы, поставив при этом условие, что они должны быть асинхронны.
21 сентября Борис Ельцин подписал указ № 1400 «О поэтапной конституционной реформе в Российской Федерации», предписывавший Съезду народных депутатов и Верховному Совету Российской Федерации прекратить свою деятельность, вводилась в действие временная система органов власти, на 11—12 декабря были назначены выборы в Государственную думу. В результате была нарушена действовавшая тогда Конституция.
Сразу после издания этого указа Ельцин де-юре был автоматически отрешён от должности президента в соответствии со статьёй 121.6 действовавшей Конституции. 
Собравшийся в тот же день Президиум Верховного Совета, осуществлявший контроль за соблюдением Конституции, констатировал этот юридический факт.
Конституционный Суд Российской Федерации вынес заключение о неконституционности действий президента, сославшись на упомянутую статью Конституции. Борис Ельцин, однако, де-факто продолжил осуществлять полномочия президента России.
22 сентября Верховный Совет на основании статей 121.6 и 121.11 Конституции Российской Федерации принял постановление о прекращении полномочий президента Ельцина с момента издания указа № 1400 и переходе их к вице-президенту Руцкому, объявил о созыве X чрезвычайного (внеочередного) Съезда народных депутатов. К Дому Советов начали стягиваться сторонники Верховного Совета и Съезда.
23 сентября Борис Ельцин объявил о досрочных выборах президента в июне 1994 года (6 ноября Ельцин заявит, что будет исполнять обязанности президента до выборов 1996 года).
Согласно действовавшему законодательству, назначать досрочные выборы президента мог только Верховный Совет.
Тем временем произошло нападение сторонников Верховного Совета на штаб Объединённых вооружённых сил СНГ, два человека погибли. СМИ и сторонники Ельцина обвинили в происшествии народных депутатов. Открылся X (Чрезвычайный) Съезд народных депутатов.
24 сентября Съезд народных депутатов, при достижении необходимого кворума, утвердил постановление Верховного Совета о прекращении президентских полномочий Бориса Ельцина и переходе их к вице-президенту Александру Руцкому, а действия Ельцина квалифицировал как государственный переворот. Съезд постановил провести одновременные досрочные выборы президента и народных депутатов не позднее марта 1994 года. Верховному Совету было поручено в месячный срок подготовить соответствующие нормативные акты, обеспечивающие проведение данных выборов. Также парламент должен был сам назначить дату проведения выборов.
27 сентября Борис Ельцин заявил, что он против одновременных досрочных выборов президента и народных депутатов и что он ни на какие компромиссы ни с какими органами власти не пойдёт.
29 сентября Борис Ельцин сформировал Центральную избирательную комиссию по выборам в Государственную думу и назначил её председателем Н. Т. Рябова.
2 октября Александр Руцкой подписал не имевший практических последствий указ об освобождении Виктора Черномырдина от должности председателя правительства.
3—4 октября — после захвата сторонниками Верховного Совета здания мэрии Москвы на Новом Арбате (откуда милиция вела огонь по нападавшим) и неудачной попытки штурма телецентра «Останкино», когда вследствие действий нападавших сторонников Верховного Совета погибло по меньшей мере 46 человек, Борис Ельцин ввёл в Москве чрезвычайное положение. Дом Советов штурмовали с применением бронетехники, что, в совокупности с несогласованностью действий войск, привело к многочисленным (официально около 150) жертвам, в том числе среди случайных лиц. 4 октября в прямом эфире радиостанции «Эхо Москвы» во время штурма Белого дома Руцкой призвал лётчиков бомбить Кремль и МВД. Руцкой, Хасбулатов и ряд других лидеров Верховного Совета были задержаны и помещены в СИЗО «Лефортово».

### Поэтапная конституционная реформа

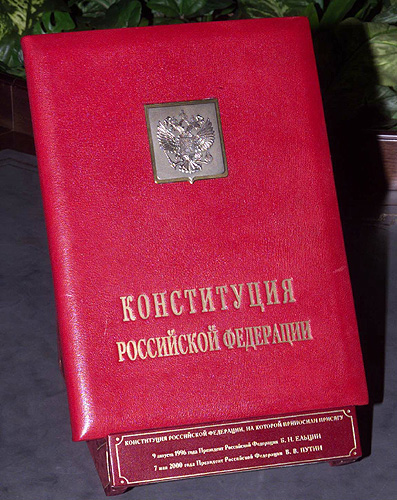
Конституция РФ принятая на всенародном голосовании 1993 года

7 октября был распущен Моссовет и райсоветы города Москвы (несколько депутатов были арестованы), в нарушение Конституции был снят с должности генеральный прокурор В. Г. Степанков, на его место был назначен А. И. Казанник, были сняты с должностей главы областных администраций, высказывавшиеся против указа № 1400: Виктор Берестовой (Белгородская область), Юрий Лодкин (Брянская область, снят ещё 25 сентября), Виталий Муха (Новосибирская область), Пётр Сумин (Челябинская область), Александр Сурат (Амурская область).
7 октября президент Ельцин подписал указ «О правовом регулировании в период поэтапной конституционной реформы», которым фактически взял на себя полномочия законодательной власти, и указ «О расследовании вооруженного мятежа в г. Москве». Председатель Конституционного суда В. Зорькин под угрозой уголовного преследования по обвинению «в правовом обеспечении конституционного переворота» ушёл в отставку с поста председателя (сохранив полномочия судьи). Судьи были вынуждены сложить с себя полномочия по рассмотрению нормативных актов представителей власти и международных договоров (в новую Конституцию было включено положение о полной замене судей Конституционного суда, однако в последний момент — возможно, по ошибке, это положение из опубликованного проекта выпало.)
9 октября президент Ельцин прекратил полномочия Советов всех уровней. 
11 октября были назначены выборы в Совет Федерации.
15 октября было назначено всенародное голосование по проекту новой Конституции (на 12 декабря).
22 октября был подписан указ об основных началах организации государственной власти в субъектах Российской Федерации.
26 октября президент Ельцин подписал указ о реформе местного самоуправления.
9 ноября в газетах «Российские вести» и «Российская газета» был опубликован проект Конституции, выносившийся на всенародное голосование.
12 декабря состоялось всенародное голосование по Конституции России, в ходе которого за Конституцию проголосовали 58 % участников голосования, а также прошли выборы в Совет Федерации и Государственную Думу первого созыва.
24 декабря президент Ельцин подписал ряд указов, направленных на приведение законов Российской Федерации в соответствие с новой Конституцией.
25 декабря 1993 года новая Конституция Российской Федерации была опубликована в «Российской газете» и вступила в силу.
11 января 1994 года в Москве начали работу Совет Федерации и Государственная дума, избранные 12 декабря 1993 года.
23 февраля Государственная дума приняла постановление об амнистии участников октябрьских событий 1993 года. Участники событий согласились на амнистию (кроме Александра Руцкого), хотя и не признали себя виновными. Все следственные действия по этим событиям были прекращены.

## Официальные проекты Конституции Российской Федерации
- Проект Конституции (Основного Закона) Российской Федерации, подготовленный Конституционной комиссией Съезда народных депутатов Российской Федерации (по состоянию на 16 июля 1993 г.)
- Проект Конституции (Основного Закона) Российской Федерации, представленный Президентом Российской Федерации (5 мая 1993 года)
- Проект Конституции Российской Федерации, одобренный Конституционным совещанием (12 июля 1993 года)
- Конституция Российской Федерации, принятая всенародным голосованием 12 декабря 1993 г. (в первоначальной редакции)

## Итоги
Конституционный кризис привел к значительному укреплению положения Б. Н. Ельцина и к существенному ослаблению его противников. Самое крупное профсоюзное объединение России — ФНПР — под угрозой ликвидации на внеочередном съезде приняло решение о смене своего руководства и о прекращении противостояния с правительством.
В марте 1994 года руководитель рабочей группы по исследованию выборов и референдумов, аналитик администрации Президента России А. А. Собянин, бывший во время всенародного голосования и выборов наблюдателем в Центризбиркоме от блока «Выбор России», высказал в СМИ предположение о фальсификации результатов голосования 12 декабря 1993 года путём подбрасывания миллионов бюллетеней «против» Конституции и «за» ЛДПР и КПРФ.
Позднее экспертной группой А. А. Собянина при администрации президента был выпущен ряд публикаций о масштабных фальсификациях на всенародном голосовании и выборах, где делался вывод о том, что в голосовании принимало участие не более 46 % от списочного состава избирателей. С началом выхода этих публикаций президентская администрация прекратила сотрудничество с группой А. А. Собянина.
В июне 1994 года Ю. А. Веденеевым и В. И. Лысенко было опубликовано опровержение выводов группы А. А. Собянина.
Вопрос о фальсификации результатов выборов поднимался также редактором журнала «Новое время» К. А. Любарским, требовавшим через СМИ и напрямую от руководителей Центризбиркома Н. Т. Рябова и А. В. Иванченко опубликования полных результатов всенародного голосования и выборов, и направившим соответствующее обращение к депутатам Госдумы. По его мнению, «что касается фальсификаций при голосовании по проекту конституции, то они повсеместно происходили только против принятия конституции».
Бывший народный депутат России Иона Андронов констатировал: «Поймите, где-то в конце сентября 1993 года Верховный Совет вообще утратил власть над происходящими событиями. Власть перешла к Руцкому, к генералам, которых он насильно Верховному Совету навязал… Они даже Хасбулатова отодвинули… А под конец уже, вот эти три-четыре последних дня, Верховный Совет был уже политической фикцией. Начиналась гражданская война».

## Мнения о причинах конституционного кризиса
- Руслан Хасбулатов, возглавлявший в этот период Верховный Совет России, видит причину конституционного кризиса в «провале экономических реформ», проводившихся правительством в начале 1990-х годов, и возложении исполнительной властью вины за неудачу экономических реформ на Верховный Совет[87].
- Сергей Филатов, возглавлявший в ходе кризиса Администрацию президента, в 2008 году заявлял, что президент и его сторонники хотели «цивилизованным путём сменить парламентскую ветвь власти», но это обернулось «мятежом»[87].
- Александр Коржаков, в те годы — ближайший помощник президента Бориса Ельцина, руководитель Службы безопасности президента России, говоря о причинах подписания президентом указа о роспуске Верховного Совета, замечает:

Верховный Совет сам сделал столько антиконституционных шагов, что противостояние с президентом достигло апогея. Конфликт затягивался, иного выхода из него не видели. Жизнь граждан не улучшалась, а законодательная власть только и делала, что конфликтовала с исполнительной. К тому же Конституция явно устарела и не соответствовала изменившимся отношениям в обществе
Народные депутаты РСФСР Юрий Воронин (в то время первый заместитель председателя Верховного Совета) и Николай Павлов считают одной из причин конфликта неоднократный отказ Съезда народных депутатов ратифицировать Беловежское соглашение о прекращении существования СССР и исключить из текста Конституции Российской Федерации — России (РСФСР) упоминание о Конституции и законах СССР. Группа народных депутатов России во главе с Сергеем Бабуриным даже обратилась в Конституционный суд с иском о признании незаконной ратификации Беловежского соглашения Верховным Советом в декабре 1991 года. Это обращение, однако, так и не было рассмотрено из-за событий сентября-октября 1993 года (накануне этих событий суд готовился к рассмотрению этого ходатайства).

## В произведениях искусства
Документальные фильмы режиссёра Бориса Сарахатунова:
- «Чуда-а! Или эхо Гайдара» (1992)
- «Вся власть» (1993)
- «По плодам их узнаете их» (1993)
- «У последней черты» (1993)

Документальный фильм BBC «Царь Борис» (1997)
Художественный фильм «1993» (2023)
- Редакция.Полный формат —  «Октябрь 1993» . «Как случился расстрел Белого дома?»

## Комментарии
1. ↑  Предполагалось, что после принятия Конституции Российской Федерации значительные полномочия будут переданы Верховному Совету России. При этом Съезд народных депутатов (преобразуемый по проекту в Съезд депутатов Российской Федерации) сохранит лишь немногие ключевые полномочия (ротация палат Верховного Совета, утверждение принимаемых Верховным Советом поправок к Конституции и т. п.), а после всенародных выборов Верховного Совета нового созыва — и вовсе прекратит своё существование. См. § 7 проекта Конституционной комиссии СНД РФ
2. ↑  11) <...> Президент Российской Федерации не имеет права роспуска либо приостановления деятельности Съезда народных депутатов Российской Федерации, Верховного Совета Российской Федерации пункт 11 статьи 121-5 Конституции Российской Федерации 1978 года (в редакции 10 декабря 1992 года
3. ↑  Статья 1216 Конституции Российской Федерации (в редакции от 10 декабря 1992 г.) и ст. 6 закона «О Президенте РСФСР»: Полномочия Президента Российской Федерации не могут быть использованы для изменения национально-государственного устройства Российской Федерации, роспуска либо приостановления деятельности любых законно избранных органов государственной власти, в противном случае они прекращаются немедленно.
4. ↑  пункт 5 статьи 114 Конституции Российской Федерации (в редакции 10 декабря 1992 года)

## Статьи и публикации
- Александр Братерский. Руслан Хасбулатов. Ковбой с тенью // Rolling Stone : журнал. — 2006. — 15 сентября.
- Леонид Радзиховский. Продавцы злобы // Российская газета. — 2008. — 30 сентября (№ 4761).
- Иона Андронов. Момент Истины // Завтра : газета. — 1998. — 28 сентября (№ 39).
- А. Галустян, И. Барабанов, А. Уржанов, П. Мироненко, Ю. Бычкова. 1993. О том, как Россия подошла к порогу гражданской войны, постояла около него и отступила назад // «Коммерсантъ» : газета. — 2013.
- Владимир Платоненко. Ночь с двадцать первого на пятое // Художественные произведения. — МПСТ, 2012. — 5 мая. — Дата обращения: 18.05.2016.
- Планы Конституционного суда России. Трех президентов могут вызвать в суд как свидетелей // «Коммерсантъ» : газета. — М., 1993. — 13 января (№ 3).
- Сергей Бабурин — политик в интерьере эпохи // Национальные интересы : журнал. — М.: Институт национальной стратегии реформ, 2009. — № 1. Архивировано 30 июня 2015 года.
- Алексей Касмынин. Николай Павлов: Триумф или падение? // Завтра : газета. — М., 2010. — 12 мая (№ 19).
- Воронин Ю. М. Беловежское предательство // Советская Россия : газета. — 2010. — 16 декабря.
- Николай Павлов. Коллективный Распутин в действии. Незаконченный переворот - причины и последствия // «АК» : газета. — 1994. — 2 августа (№ 24).
- Белкин А. А. Дело о президентском обращении к народу 20 марта 1993 года // Известия вузов. Правоведение : Научно-теоретический журнал. — СПб.: Издание СПбГУ, 1994. — № 3. — С. 48—63. — ISSN 0131-8039.
- Олег Кутасов. Как считает московская прокуратура, трастовый договор вице-президента Руцкого с фирмой «Трейд Линкс Лтд.» — фальшивка // Независимая газета. — 1993. — 4 декабря (№ 233). — С. 1.
- Павловский Г. О. Хроника и конец Второй республики // Русский Журнал : Электронная публикация. — 1997.
- Сергей Чугаев. Отказ Ельцина от досрочных выборов: мысли вслух или твёрдое решение? // Известия : газета. — 1993. — 9 ноября (№ 214). — С. 1.
- Валерий Погорелый. Исполнительная власть не оставляет оппозиции шансов // «Коммерсантъ» : газета. — 1993. — 6 октября (№ 191).
- Ян Уланский. У Конституционного суда больше нет председателя // «Коммерсантъ» : газета. — 1993. — 7 октября (№ 192).
- Александр Руцкой. «Ельцин думал, я сверну себе голову» // Правда.Ру : сетевое издание. — М., 2015.
- Конституция Российской Федерации // Российская газета. — 1993. — 25 декабря (№ 237).